# Egídio Silva Madruga
Egídio Silva Madruga (Pedras de Fogo, 17 de abril de 1932 - João Pessoa, 18 de novembro de 2004) foi um advogado e político brasileiro.
Formado em Direito, foi um dos mais jovens deputados estaduais eleitos na Paraíba, com apenas 26 anos. Assumiu o cargo em 1959 e manteve o mandato até 1987, reeleito consecutivamente. Entre 1973 e 1974, foi presidente da Assembleia Legislativa da Paraíba. Madruga também foi Procurador do Estado e Chefe da Casa Civil do Estado da Paraíba.
Na manhã de 18 de novembro de 2004, suicidou-se com um tiro de revólver na boca.